# Julius Hoeppner

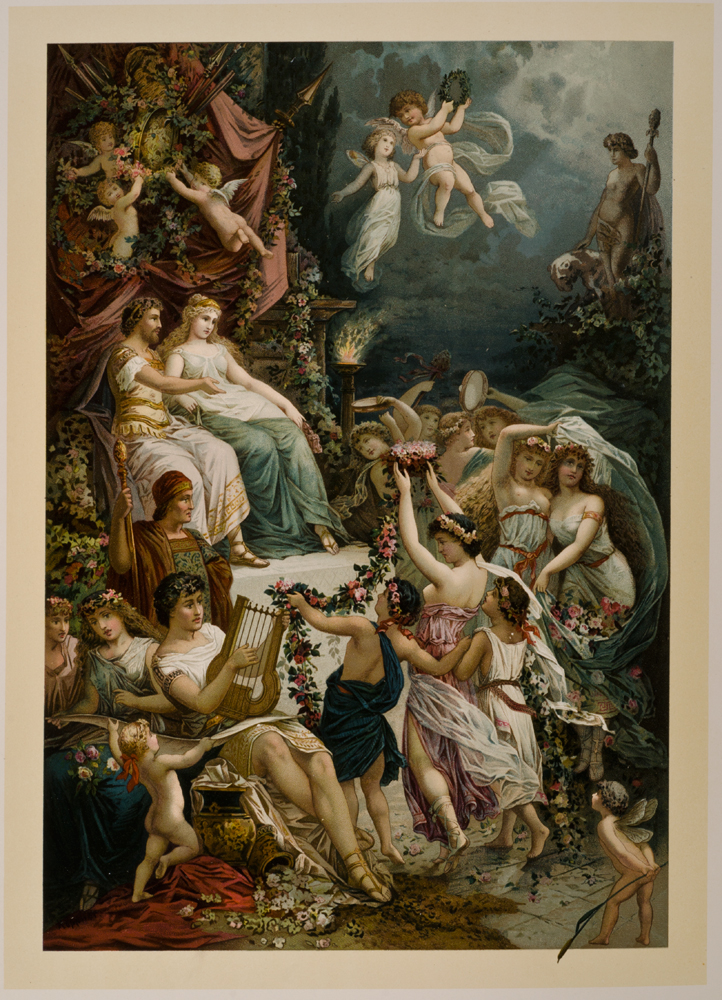
Ein Sommernachtstraum

Julius Hoeppner (* 27. Oktober 1839 in Lichtenberg als Ernst Julius Höppner; † 25. Februar 1893 in Dresden) war ein deutscher Illustrator und Aquarellist.
Julius Hoeppner studierte Malerei an der Dresdner Kunstakademie.
Nach dem Studium blieb er lebenslang in Dresden. Er illustrierte zahlreiche Werke der deutschen und Weltliteratur.

## Illustrierte Bücher
- Aus lichten Tagen. Ein Strauß deutscher Lieder mit zehn Aquarellen von Julius Hoeppner. Arnoldische Buchhandlung, Leipzig 1877.
- Ein Sommernachtstraum von William Shakespeare. Übersetzt von August Wilhelm Schlegel: Druck von Ernst Nisters Kunstanstalt in Nürnberg: Theodor Stroefers Kunstverlag, München 1888.
- A Midsummer Night’s Dream. – Englischsprachige Ausgaben erschienen 1888 in London und New York, gedruckt bei Ernest Nister in Nürnberg.
- Blumen am Wege: 12 Aquarellen von Julius Hoeppner. Mit einer Auswahl lyrischer Gedichte von Victor Blüthgen. B. Waldmann, Frankfurt, O. 1886.
- Im Kranze des Jahres. Ein Gedenk- und Gedichtbuch fürs Haus. Mit 12 Illustrationen nach Aquarellen von Julius Hoeppner. Arnoldische Buchhandlung, Leipzig 1890.
- Anleitung zur Blumenmalerei in Wasserfarben (Aquarell-Malerei): Erweiterter Sonderabdruck aus der Schule der Blumenmalerei von Julius Höppner. 4. unveränderte Auflage. Haberland, Leipzig 1919.